# Mistresses – Aus Lust und Leidenschaft
Mistresses – Aus Lust und Leidenschaft (Originaltitel: Mistresses) ist eine britische Fernsehserie, die von 2008 bis 2010 auf BBC One ausgestrahlt wurde.

## Handlung
Die Serie dreht sich um die vier Freundinnen Katie Roden, Trudi Malloy, Jessica Fraser und Siobhan Dhillon, die alle in den Dreißigern sind und Problem mit ihren Partnern haben.
Katie verliebt sich als Ärztin in ihren todkranken Patienten John. Als dieser stirbt, beginnt sie eine Affäre mit Sam, Johns Sohn. Jener wusste von seines Vaters Affäre und suchte nach Katie. Trudi ist seit dem Tod ihres Mannes, der am 11. September 2001 im World Trade Center starb, alleinstehend und versucht nun zusammen mit ihren zwei Kindern ihr Leben in den Griff zu bekommen. Die dritte im Bunde, Siobhan, ist Anwältin und versucht mit ihrem Ehemann Hari verzweifelt schwanger zu werden, was ihnen jedoch nie gelingt. Eines Tages trifft sie auf Dominic und stellt dabei ihre Beziehung auf eine harte Probe. Die vierte Freundin, Jessica, ist nymphoman und beziehungsunfähig. Sie hat eine Affäre mit ihrem Boss und glaubt nicht an die Liebe, bis sie sich eines Tages bei einer Hochzeit in Alex, die Braut, verliebt und mit ihr Sex hat.

## Besetzung
| Figur              | Schauspieler/in | Staffel | Synchronsprecher   |
| ------------------ | --------------- | ------- | ------------------ |
| Katie Roden        | Sarah Parish    | 1–3     | Anne Moll          |
| Trudi Malloy       | Sharon Small    | 1–3     | Gabriele Libbach   |
| Jessica Fraser     | Shelley Conn    | 1–3     | Joey Cordevin      |
| Siobhan Dhillon    | Orla Brady      | 1–3     | Marion von Stengel |
| Hari Dhillon       | Raza Jaffrey    | 1–2     | Sascha Rotermund   |
| Dominic Montgomery | Adam Rayner     | 1–3     | Oliver Böttcher    |
| Richard Dunlop     | Patrick Baladi  | 1–3     | Konstantin Graudus |
| Gina Malloy        | Flossie Ure     | 1–3     |                    |
| Sam Grey           | Max Brown       | 1       | Jannik Endemann    |
| Alex               | Anna Torv       | 1       | Jennifer Böttcher  |
| Simon Bennett      | Adam Astill     | 1–2, 3  | Sascha Draeger     |
| Carrie             | Preeya Kalidas  | 2       |                    |
| Mark Hardy         | Oliver Milburn  | 2–3     |                    |
| Chris Webb         | Vincent Regan   | 3       |                    |

## Ausstrahlung
| Staffel   | Episoden | Ausstrahlung (UK) BBC One      | Ausstrahlung (Deutschland) WDR |
| --------- | -------- | ------------------------------ | ------------------------------ |
| Staffel 1 | 6        | 8. Januar bis 12. Februar 2008 | 16. Juli bis 20. August 2009   |
| Staffel 2 | 6        | 17. Februar bis 24. März 2009  | 4. Juli bis 18. Juli 2011      |
| Staffel 3 | 4        | 5. August bis 26. August 2010  | 25. Juli bis 1. August 2011    |

## Neuverfilmung
Seit Sommer 2013 wird auf dem US-amerikanischen Sender ABC eine Neuverfilmung unter dem Namen Mistresses ausgestrahlt. Die Hauptrollen spielen Alyssa Milano, Rochelle Aytes, Yunjin Kim und Jes Macallan.

## DVD-Veröffentlichung
Deutschland
- Staffel 1 erschien am 30. September 2011

Vereinigtes Königreich
- Staffel 1 erschien am 4. Februar 2008
- Staffel 2 erschien am 30. März 2009
- Staffel 3 erschien am 5. August 2010